# Paxton & Whitfield

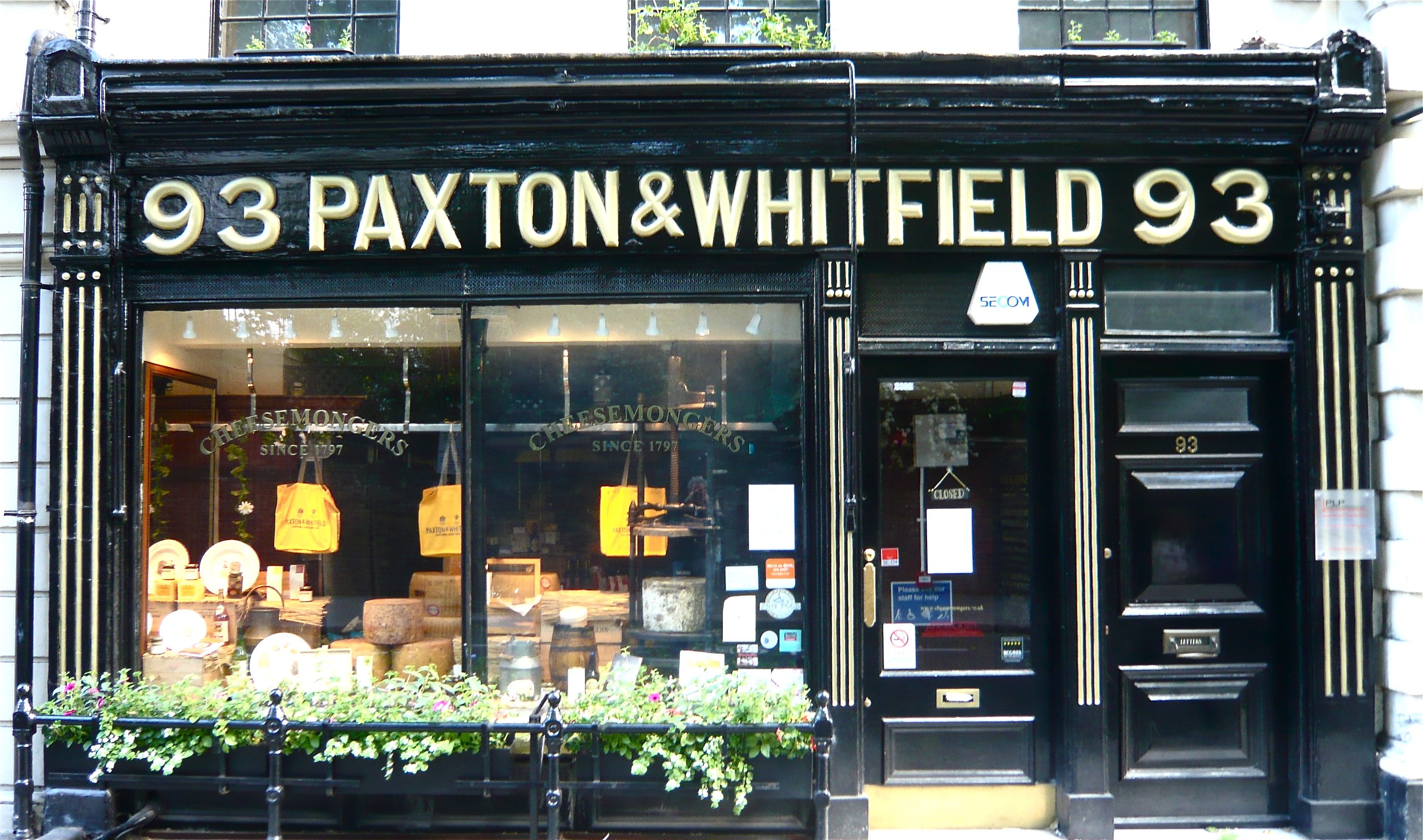
Paxton & Whitfield in London, 93 Jermyn Street

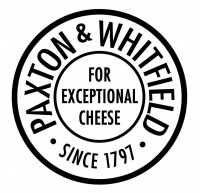
Unternehmenslogo

Paxton & Whitfield Ltd. ist eine englische Käsehandlung mit Sitz in London. Die Ursprünge des Traditionsunternehmens liegen in der ersten Hälfte des 18. Jahrhunderts. Das Unternehmen wurde mehrfach zum Hoflieferanten ernannt, erstmals im Jahre 1850. Gegenwärtig ist es Hoflieferant von König Charles III.

## Geschichte
Stephen Cullum besaß seit 1742 einen Käsestand auf dem Clare Market des Londoner Stadtteils Aldwych sowie einige Zeit später ein weiteres Geschäft in der Surrey Street, Hausnummer 24. Später ging er eine Partnerschaft mit Henry Paxton ein. 
Cullums Sohn Sam eröffnete 1772 ein eigenes Geschäft in der Southampton Street und in den 1780er Jahren ein weiteres Geschäft in der Swallow Street. In den 1790er Jahren trat er einem in der Old Bond Street, Hausnummer 44, gelegenen Geschäft von John (oder Charles) Whitfield als Partner bei. 
Unter dem Namen Paxton & Whitfield wurden die Geschäfte von Vater und Sohn zusammengeführt. 1797 wurde das Unternehmen ohne Nennung der eigentlichen Gründer registriert, seitdem firmiert sie ununterbrochen unter diesem Namen. Das ursprüngliche Geschäft am Clare Market war bereits in den 1780er Jahren geschlossen worden. Das Geschäft in der Swallow Street wurde 1835 geschlossen, das Unternehmen zog in die Jermyn Street, Hausnummer 18, um und hat seitdem seinen Sitz in dieser Straße. Ein Jahr später starb Sam Cullum. 1850 wurde dem Unternehmen von Queen Victoria erstmals ein Royal Warrant, also die Ernennung zum Hoflieferanten, verliehen. In den 1860er Jahren hatte das Unternehmen aus unterschiedlichen Gründen mit Problemen zu kämpfen: Zum einen hatte sich der Geschmack der Kundschaft von traditionellen englischen Käsesorten hin zu kontinentaleuropäischen Produkten gewandelt, zum anderen lieferten die Milchbauern die Milch zunehmend an industriell arbeitende Großmolkereien, statt sie selbst zu Käse zu verarbeiten oder kleine Käsereien zu beliefern.
Nach dem Ende der ursprünglichen Partnerschaft von Paxton und Whitfield übernahm ein gewisser Mr. Mann das Unternehmen in den 1890er Jahren. 1896 zog die Firma innerhalb der Jermyn Street in die Hausnummer 93, dort befindet sich der Londoner Sitz des Unternehmens bis heute. Die nächste Ernennung zum Hoflieferanten erteilte König Eduard VII. im Jahr 1901. Auch dessen Nachfolger, König Georg V., ernannte Paxton und Whitfield zum Hoflieferanten, er erteilte das Royal Warrant 1910.
Fred Moore kaufte das Unternehmen 1929, es folgten noch mehrere Inhaberwechsel durch Kauf oder Erbschaft, seit 1992 gehört die Firma Arthur Cunynghame. Als Kronprinz ernannte der spätere König Eduard VIII. das Unternehmen 1932 zum Hoflieferanten, sein Bruder und Nachfolger König Georg VI. erteilte sein Royal Warrant 1936. In der Zeit des Zweiten Weltkrieges hatte das Unternehmen wegen der kriegsbedingten Knappheit an Milch und Käse Probleme, es war zeitweise ein ganz normales Lebensmittelgeschäft. Erst nach dem Krieg konnte das eigentliche Angebot durch Nutzung der vorhandenen Kontakte zu traditionellen Käsereien wieder langsam aufgebaut werden. 1972 ernannte die damalige „Queen Mum“, Elizabeth Bowes-Lyon das Unternehmen zu einem ihrer Hoflieferanten. Prinz Charles erteilte sein Royal Warrant 1988, Königin Elisabeth II. ernannte Paxton & Whitfield 2002 zum Hoflieferanten. Der jetzige Inhaber, Arthur Cunynghame, besaß zum Zeitpunkt der Übernahme 1992 bereits zwei Käsehandlungen, eine in Stratford-upon-Avon und eine in Bath. Diese benannte er ebenfalls in Paxton & Whitfield um, so dass das Unternehmen derzeit drei Filialen hat.
Winston Churchill bemerkte: „A gentleman buys his hats at Locks, his shoes at Lobbs, his shirts at Harvey and Hudson, his suits at Huntsman and his cheese at Paxton and Whitfield“.

## Heutiges Sortiment
Paxton & Whitfield bietet heute etwa 250 Sorten Käse an, darunter bekannte Käsesorten wie Cheddar oder Camembert. Im Sortiment sind auch Blauschimmelkäse, etwa Stilton oder Shropshire Blue. Dazu kommen Angebote an Getränken passend zum Käse wie Weine, Ale, Cider oder Portwein. Auch käsetypisches Zubehör wie verschiedene Käsemesser werden angeboten.